# Office central des œuvres mutuelles agricoles du Finistère
L'Office central (OC), dans sa forme longue l'Office central des œuvres mutuelles agricoles du Finistère, était une organisation de sociétés coopératives agricoles fondée en 1911 à Landerneau, dans le département du Finistère, à l’initiative d'une dizaine de syndicats agricoles bretons de l'aristocratie rurale.
L'organisation est à l'origine de la Coopérative des agriculteurs de Bretagne (Coopagri Bretagne), aujourd'hui Eureden, du Crédit mutuel Arkéa et de Groupama Loire-Bretagne. Son activité s'étendait alors à l’assurance mutuelle, aux caisses de crédit rural ainsi qu’à la défense des intérêts agricoles, défendant une « prospérité » ainsi qu'une « stabilité sociale et culturelle » du monde rural de Bretagne occidentale vis-à-vis de « l'État républicain ».

## Histoire

### 1911: fondation de l'Office central
En 1906, dix dirigeants de syndicats agricoles bretons, portés par les valeurs du catholicisme social, prennent l'initiative de créer un bureau d’achat commun à la suite de l'encyclique Rerum novarum du pape Léon XIII. Ils publient le Bulletin des syndicats réunis du Finistère qui permet de rassembler vingt-cinq syndicats actifs autour de l'initiative commune. Ils fondent l'Office central des œuvres mutuelles agricoles du Finistère en 1911, aussitôt et couramment appelée l'Office central, abrégé en « OC ». Sa mission initiale est dès lors d'être une caisse d'assurance contre l'incendie.
Il est brièvement dirigé par un jeune aristocrate, Augustin Bréart de Boisanger, avant de mourir durant la Première Guerre mondiale en 1914. Il fut assisté d'Amédée Aubert de Vincelles, un membre de l'action rurale catholique dans le département. En 1914, à la veille de la guerre, l'Office central (OC) regroupe 40 syndicats locaux, 103 caisses mutuelles d'assurance-incendie, 26 caisses « mutuelle-bétail ». Le Bulletin des syndicats réunis du Finistère édité par l'Office est tiré à 4 200 exemplaires.

### 1945-1960: l'Office central, l'une des plus grandes forces économiques de Bretagne
Après la Première Guerre mondiale, il regroupe plus de 200 syndicats locaux et autant de mutuelles agricoles du Finistère. En 1926, les syndicats agricoles des Côtes-du-Nord rejoignent l'Office.
En 1926, la Caisse régionale de Bretagne de crédit agricole mutuel, la branche bancaire, est créée aux côtés de la coopérative de Landerneau. Elle est l'ancêtre du Crédit mutuel Arkéa,. L'ingénieur agronome et puissant exploitant agricole Hervé Budes de Guébriant est président de l'Office central entre 1919 et 1956,. Il pose les fondements de l'agriculture moderne dans la région. Jusque dans la décennie des années 1950, l'Office central développe un esprit paternaliste, en toute bonne foi, qui consiste à vouloir organiser l'agriculture pour le bien du plus grand nombre, mais sans participation des intéressés aux décisions (ce qui entraîne notamment, à la suite d'une scission, la création de la Cooperl). Le groupe est resté alors très influencé par la religion, faisant figure de groupe d'esprit conservateur, par opposition au groupe rival Unicopa, d'esprit plus laïque.
Un autre ingénieur agronome, Hyacinthe Belbéoc'h succède à Hervé Budes de Guébriant. Il sera l'homme des transformations pour l'Office central d'après-guerre, et ce jusqu'en 1979. Hyacinthe Belbéoc'h sera également président en parallèle de la Coopérative des Agriculteurs des Côtes-du-Nord et du Finistère jusqu'en 1967. L'Office central atteint son apogée dans les années 1960 et étant alors l'une des plus grandes forces économiques de la région sous la direction de Hyacinthe Belbéoc'h.

### Années 1960: indépendance de ses différentes entités
Dès les années 1960, l'Office se disloque. Il donne naissance, pour l'activité de crédit, au Crédit mutuel de Bretagne (CMB), qui en prendra le nom en 1970,. En 1963, les activités économiques de l'Office fusionnent en tant que coopérative des agriculteurs de Bretagne, pour devenir trois ans plus tard Coopagri Bretagne. En 1964, naît la caisse mutuelle de réassurance agricole du Finistère et des Côtes-d'Armor (CMRA) à partir des trois caisses de réassurance « incendie », « bétail » et « accidents » de l'Office central. Renommée Groupama d'Armor en 1986, elle deviendra Groupama Bretagne en 1992 à la suite de la fusion avec les caisses départementales Groupama des départements 22, 56 et 35 pour devenir ensuite Groupama Loire-Bretagne  en 2002 avec l'ajout des départements 44 et 49.
Progressivement, à partir de 1969, l'Office central, sous l'impulsion de son président Hyacinthe Belbéoc'h, puis de son successeur René de Foucaud et de Charles Duquesne, ingénieur, crée des sections territoriales qui vont peu à peu fonctionner comme autant de petites coopératives autonomes dans leurs prises de décisions et leur gestion financière. Jos Le Breton, un administrateur de la Coopérative des agriculteurs de Bretagne, en devient le président en 1990, puis Denis Manac'h lui succède.
En 2011, l'Office central n'a « plus d'activités opérationnelles » selon son ancien président Jos Le Breton, ses trois grandes unités qu'étaient la Coopérative des agriculteurs de Bretagne – aujourd'hui Eureden, le groupe bancaire mutualiste Crédit mutuel Arkéa et Groupama Loire-Bretagne ayant pris petit-à-petit leur indépendance.

## Voir plus